# Eduard Koksharov
Eduard Aleksandrovich Koksharov (em russo:  Эдуард Александрович Кокшаров; Krasnodar, 4 de novembro de 1975) é um handebolista da Rússia. Atualmente joga no Celje Pivovarna Laško, da Eslovênia.
Nos Jogos Olímpicos de 2000, em Sydney, Koksharov fez parte da equipe russa que sagrou-se campeã olímpica. Na edição seguinte, em Atenas 2004, conquistou a medalha de bronze.